# Joaquín Costa
Joaquín Costa Martínez (Monzón, 7 settembre 1846 – Graus, 8 febbraio 1911) è stato un politologo spagnolo, uno dei più importanti nella Spagna del XIX secolo.
Passò la sua giovinezza in un ambiente familiare di contadini molto poveri ed estremamente religiosi. Dimostrò presto una intelligenza vivace e piena di curiosità verso la società che lo circondava. Per potere studiare fu costretto a lavorare come muratore.

## La formazione
Visitò, nel 1867, l'Esposizione Universale di Parigi come operaio dello stand spagnolo ricavandone un'esperienza che lo segnò profondamente e diede un indirizzo ben preciso al suo sviluppo culturale ed alle sue future ricerche di studioso. In questa occasione toccò con mano lo sviluppo socio-economico dell'Europa e per converso si rese conto del grande ritardo culturale, sociale ed economico della Spagna.
Rientrò con la ferma determinazione di impegnarsi per recuperare la Spagna all'Europa e colmarne il divario che gli sembrava abissale e che sentiva come umiliante ed indegno di un Paese in altri tempi potenza economica, politica e militare, protagonista della storia europea. Si rese conto che la situazione interna aveva ridotto la Spagna ad essere una comparsa, e non delle maggiori, nello scenario politico internazionale.
Tutto ciò lo stimolò ed impegnò sempre di più nello studio, sentito come unico mezzo di riscatto personale e come opportunità per potere incidere fattivamente nella trasformazione di una società sterile e fossilizzata nel ricordo di passati splendori, che, tuttavia, strumentalizzava per nascondere a sé ed al popolo il degrado sociale, l'inefficienza e l'egoismo della classe dirigente.
Completò i suoi studi conseguendo nel 1872 il Dottorato in Diritto e nel 1873 il Dottorato in filosofia e Lettere, entrò nell'ordine notarile.

## Attività politica
Aderì al movimento krausista che ebbe in Spagna ed in tutti i paesi di lingua spagnola un grande successo ed una grande diffusione influenzandone l'intellighenzia. Continuò gli studi socioeconomici pur non partecipando attivamente alla vita politica cui fu, dolorosamente, chiamato dalla crisi economica del 1890. Preparò, con un gruppo di contadini da lui organizzato, dei piani di intervento economico per lo sviluppo della terra e fece delle proposte per una riforma fiscale che facilitasse l'esportazione dei prodotti agricoli, nonché delle richieste per la moralizzazione ed il miglioramento dell'attività dei Municipi.
Il suo gruppo si fuse con altri gruppi, nel 1900, nella Union Nacional, in cui confluirono gli interessi dei piccoli agricoltori, commercianti ed industriali danneggiati dalla politica tariffaria del Governo. L'Union Nacional rimase un sorta di movimento socioeconomico senza pretese dichiaratamente politiche anche se le sue richieste avevano valenze squisitamente politiche.
Le richieste erano tese ad un maggiore sviluppo economico, una migliore e più diffusa istruzione, una moralizzazione, ormai sentita come improcrastinabile, dell'amministrazione pubblica.
Questo rimase, tuttavia, soltanto un movimento di opinione che, per non avere alcuna forza politica, fu sostanzialmente sterile. Deluso, il Costa si ritirò, nonostante fosse deputato, a vita privata dopo avere pubblicato, fra le altre, le opere fondamentali Oligarquia y Caciquismo como la forma actual de gobierno en España e Collectivismo agrario en España. Doctrinas y hechos.

## Krausismo

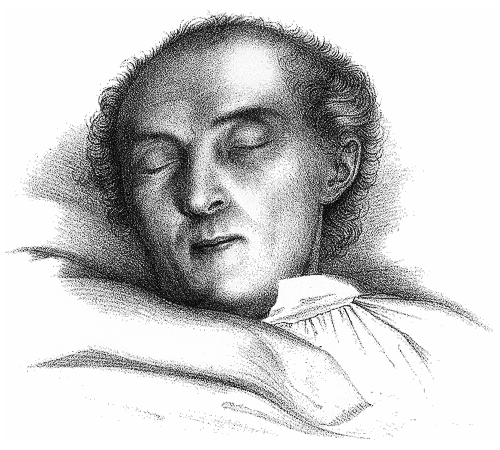
Karl Krause

Questo movimento filosofico prese il nome dal kantiano Karl Krause (1781-1832), discepolo di Fichte e Schelling ed avversario di Hegel e del suo concetto di Stato. Il Krausismo ebbe particolare sviluppo in Spagna dove fu introdotto da Julián Sanz del Río rimanendo vitale fino al 1988 per essere riscoperto a livello internazionale nel 1991.
Il Krausismo pone al centro della realtà storica e della speculazione filosofica l'Uomo nella sua interezza, corpo e spirito. Entrambi questi aspetti hanno pari dignità e devono essere curati e sviluppati: è la riscoperta di quel corpo tanto umiliato dalla cultura religiosa imperante del XIX secolo, non più un elemento da sacrificare allo spirito, ma da rivalutare e sviluppare accanto a quest'ultimo.
È la rivalutazione della ricerca del benessere materiale e non solo spirituale, l'uguaglianza di tutti gli uomini davanti a Dio, la supremazia del metodo razionale e scientifico. Il pensiero filosofico di Krause è stato definito Razionalismo armonico, antesignano della Socialdemocrazia.

## Il pensiero politico
Nella Spagna del XIX secolo il pensiero politico ufficiale era improntato ad enunciazioni progressiste e liberali, che tuttavia, rimanevano dichiarazioni di facciata. Dichiarazioni che nascondevano una realtà immobile, ancorata nel passato, stretta fra egoismi individuali e di gruppo, miopemente legata a piccoli e grandi interessi di parte che attraversavano tutta la cosiddetta società civile. Il tutto aggravato da un opprimente sentimento religioso, bigotto e superstizioso che emanava da un clero retrivo e reazionario. È una intellighenzia che riesuma e si crogiola nelle glorie del passato per nascondersi e nascondere la profonda crisi socioeconomica del presente.
Costa vagheggia un cirujano de hierro che possa sommuovere la palude stagnante della politica spagnola contemporanea avviandola alla modernità. Questa sua espressione e la sua propensione per un sistema di governo presidenzialista ha fatto travisare, ad arte, ad alcuni suoi epigoni il suo pensiero con una interpretazione di tipo autoritario: lo stesso Generale Primo de Rivera, dittatore dal 13 settembre 1923 al 28 gennaio 1930 riterrà di essere il cirujano de hierro costiano in quella che fu definita La dittatura mite.

## Oligarquia e Caciquismo
Contro tutto questo si levò la voce di Joaquín Costa, che notò come l'Assolutismo monarchico fosse vencido y soterrado ma el pueblo no es más libre que antes.  I partiti, l'Amministrazione pubblica, le Cortes sono puro papel pintado che nascondono una libertà inesistente, sono parole che fanno scudo al Caciquismo perché possa, così, continuare nella sua opera truffaldina di mistificazione della parola Libertà, nella strenua e miope difesa dei propri interessi di parte.
Il Caciquismo, ovvero il sistema di gestione del potere dal Centro attraverso capi locali (Cacique dal nome dei capitribù indoamericani) e sottocapi, a cascata, è radicato in tutta la società spagnola ed impregna di sé l'amministrazione della cosa pubblica.
È un sistema clientelare e parassitario che frena lo sviluppo del Paese minandone il morale con quell'intreccio di piccole e grandi corruzioni che è la base stessa del potere. Si tratta di una corruttela generalizzata, una metastasi che corrode dall'interno l'intero Paese, no hay Parlamento ni partidos; hai sólo oligarquías che si servono del Caciquismo per sopravvivere, una specie di feudalesimo de nuevo género, cien veces más repugnante quel feudalesimo guerrero de la Edad Media.
Costa individua i tre elementi corrotti e corruttori del sistema del Caciquismo negli oligarchi o notabili centrali, nei Caciques di vario grado a livello locali e nel Gobernador civil che funge da trait d'union. È un sistema oligarchico, oltretutto inefficiente, che occorre sradicare dalla società spagnola per salvare il Paese.
Invoca una sorta di Crociata per il rinnovamento del Paese i cui strumenti individua nel cambio del modello di sviluppo ed utilizzo delle risorse nazionali, nella riforma dell'istruzione pubblica a tutti i livelli con il miglioramento della condizione sociale ed economica degli insegnanti: prender fuego a la vieja Universidad fábrica de licenciados y proletarios.
Sono essenziali, altresì: il ribasso dei prezzi dei beni di prima necessità, promuovendo il miglioramento della produzione agricola con opere di canalizzazione, con aggiornamenti dei contadini e contestuale riduzione dei tassi di interesse; la revisione delle tariffe pubbliche e delle imposte di consumo accompagnata da una forte repressione delle adulterazioni e delle frodi; la concessione della terra a chi la lavora; una legislazione sociale moderna accompagnata dal risanamento della moneta che faccia riacquistare la fiducia europea; la creazione di un nuovo potere giudiziario con la semplificazione delle sue procedure, che renda una giustizia reale e non formale o nominale; il rinnovamento delle amministrazioni locali e del relativo personale; infine il reale passaggio dal liberalismo abstracto y legalista imperante… sostituyéndolo por un neo-liberalismo orgánico, ético y sustantivo.

## Collectivismo agrario
Joaquín Costa propone una riforma agraria aderente ai principi del Collectivismo agrario, inteso come momento intermedio fra i due estremi del Comunismo e del Liberalismo. Questo tipo di collettivismo agrario è una attenuazione del collettivismo classico che è caratterizzato dalla proprietà pubblica di tutti gli strumenti di lavoro e di produzione, e lascia alla proprietà individuale solo il prodotto del lavoro per la sua piena e libera utilizzazione.

Il Collectivismo agrario riguarda, infatti solo un fattore di produzione, la Terra, lasciando tutti gli altri fattori sotto il regime della proprietà privata in tutte le sue accezioni. La Terra non può ricadere nella proprietà privata in quanto, per definizione, è opera della Natura por consiguiente no es susceptible de apropriación. Gli uomini, fin dalla nascita, hanno il diritto naturale di usare e sfruttare la terra come quello de respirar el aire; privarle de ese derecho, es robarle.
Si impone, pertanto, la nazionalizzazione della terra anche in considerazione del fatto che il valore della terra aumenta naturalmente e spontaneamente, anche se non sviluppata, e questo viene a costituire una rendita parassitaria, e non è giusto che il privato abbia questo beneficio in quanto è un aumento no ganado.
Il pensiero di Costa ebbe una eccezionale diffusione ed influenza sulla società spagnola specie in quei settori di studiosi particolarmente sensibili ai problemi sociali del Paese. È un pensiero, oltretutto, eccezionalmente moderno, a volte attuale, specie se si pensa al periodo in cui fu espresso, fine 1800. Studiosi come Unamuno e J. Ortega y Gasset lo apprezzarono e ne furono influenzati.

## Opere
- Ideas apuntadas en la Exposicion di Paris para España y para Huesca - 1868.
- La vida del derecho - 1876.
- Estudios juridicos y politicos y de teoria del hecho juridico individual y social - 1880.
- Plan de una historia del derecho espanol en la antiguedad - 1887.
- Oligarquia y caciquismo como forma actual de gobierno en Espana - 1901.
- Derecho consuetudinario popular de España - 1902.
- Collectivismo agrario en España. Doctrinas y hechos - 1898.